# Ferozepur Jhirka
Ferozepur Jhirka är en ort i Indien.   Den ligger i delstaten Haryana, i den norra delen av landet, 100 km söder om huvudstaden New Delhi. Antalet invånare är 20 195.